# Сборка (программирование)
- Сбо́рка (англ. build) (предметное имя существительное) — подготовленный для использования программный продукт. Чаще всего сборка — исполняемый файл — двоичный файл, содержащий исполняемый код (машинные инструкции) программы или библиотеки.
  - Сборка в терминологии .NET (англ. assembly) — двоичный файл (exe или dll), содержащий номер версии информационного продукта (ИП), метаданные и инструкции для виртуальной машины .NET. Файл с исходным кодом, написанном на любом языке поддерживаемой .NET платформой (C#, VB.NET…), с помощью соответствующего компилятора (C# компилятора, VB.NET компилятора…) компилируется в сборку. Номер версии ИП состоит из произвольной строки (например, «TheNewAssembly») и четырёх целых чисел (например, «1.35.6.2»): основной и дополнительный номера версии, номер сборки и номер редакции.
- Сбо́рка (англ. build) — процесс получения информационного продукта из исходного кода. Чаще всего включает компиляцию и компоновку, выполняется инструментами автоматизации.